# Olaf Müller (Politiker, 1968)

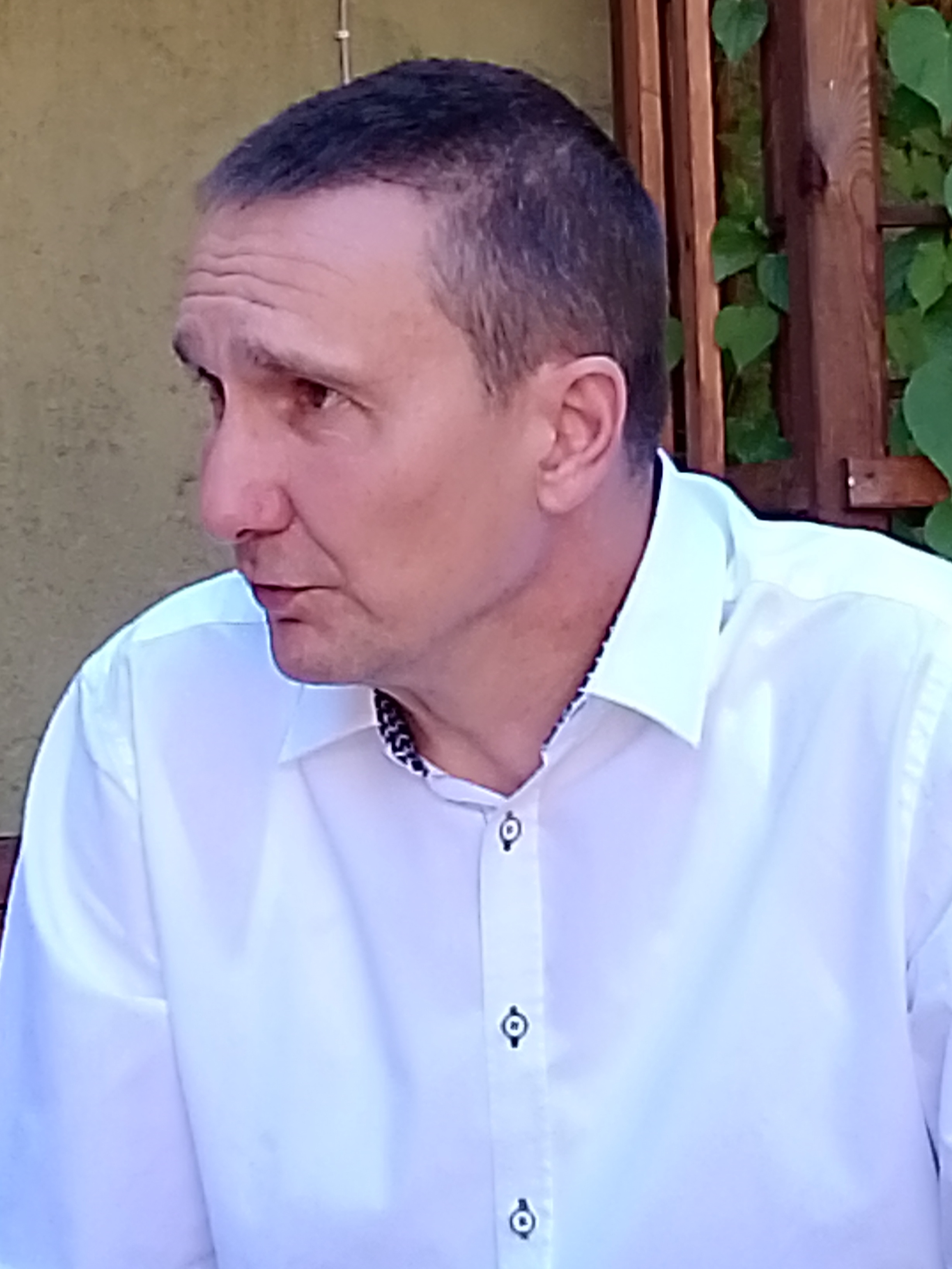
Olaf Müller, Bürgermeister von Apolda seit 2024

Olaf Müller (* 16. September 1968 in Apolda) ist ein deutscher Politiker (CDU) und seit 2024 Bürgermeister der thüringischen Kreisstadt Apolda.

## Leben
Müller absolvierte 1987 sein Abitur in Apolda. Zwischen 1987 und 1990 leistete er seinen Wehrdienst ab. Nach abgeschlossener Lehre zum Betonprüfer (1994) und Betontechnologen (1995) studierte er bis 1998 Betriebswirtschaft. Bis 2016 war Müller geschäftsführender Gesellschafter einer Trockenbau-Firma in Apolda. Seit 2022 ist er Angestellter bei der Stadtverwaltung.
Müller ist verheiratet und hat zwei Kinder.

## Politik
Olaf Müller ist Mitglied der CDU.
2016 und 2022
war er Geschäftsführer des CDU-Kreisverbandes Weimarer Land
2014 bis 2022 
saß er für die CDU im Apoldaer Stadtrat. 
2014 – 2017
Stellvertretender Vorsitzender des Bau- und Werkausschusses. 
2014 – 2022
Vorsitzender des Aufsichtsrates der Apoldaer Stadtentwicklungsgesellschaft (ASeG)
2017 – 2022
Vorsitzender des Finanzausschusses 
2019 – 2022
Aufsichtsratsmitglied der Wasser GmbH und des Abwasserzweckverbandes
2016 – 2018

Gründungsmitglied der Initiative „Pro Weimarer Land“ mit dem Ziel: Erhaltung des Kreisstadt-Status für Apolda
Seit 2019
ist er stellvertretendes Mitglied im Behindertenbeirat des Landkreises Weimarer Land.

Zur Kommunalwahl in Thüringen 2024 trat Müller als Einzelbewerber, jedoch mit Unterstützung von CDU und in der Stichwahl auch von Freie Wähler Apolda e.V., zur Wahl des Bürgermeister für Apolda an. Im ersten Wahlgang erreichte er 42,8 % und bei der Stichwahl konnte er sich mit 71,3 % der Stimmen durchsetzen.